# Rosularia glabra
Rosularia glabra là một loài thực vật có hoa trong họ Crassulaceae. Loài này được (Regel & Winkl.) A.Berger miêu tả khoa học đầu tiên năm 1930.